# Non-lieu (anthropologie)

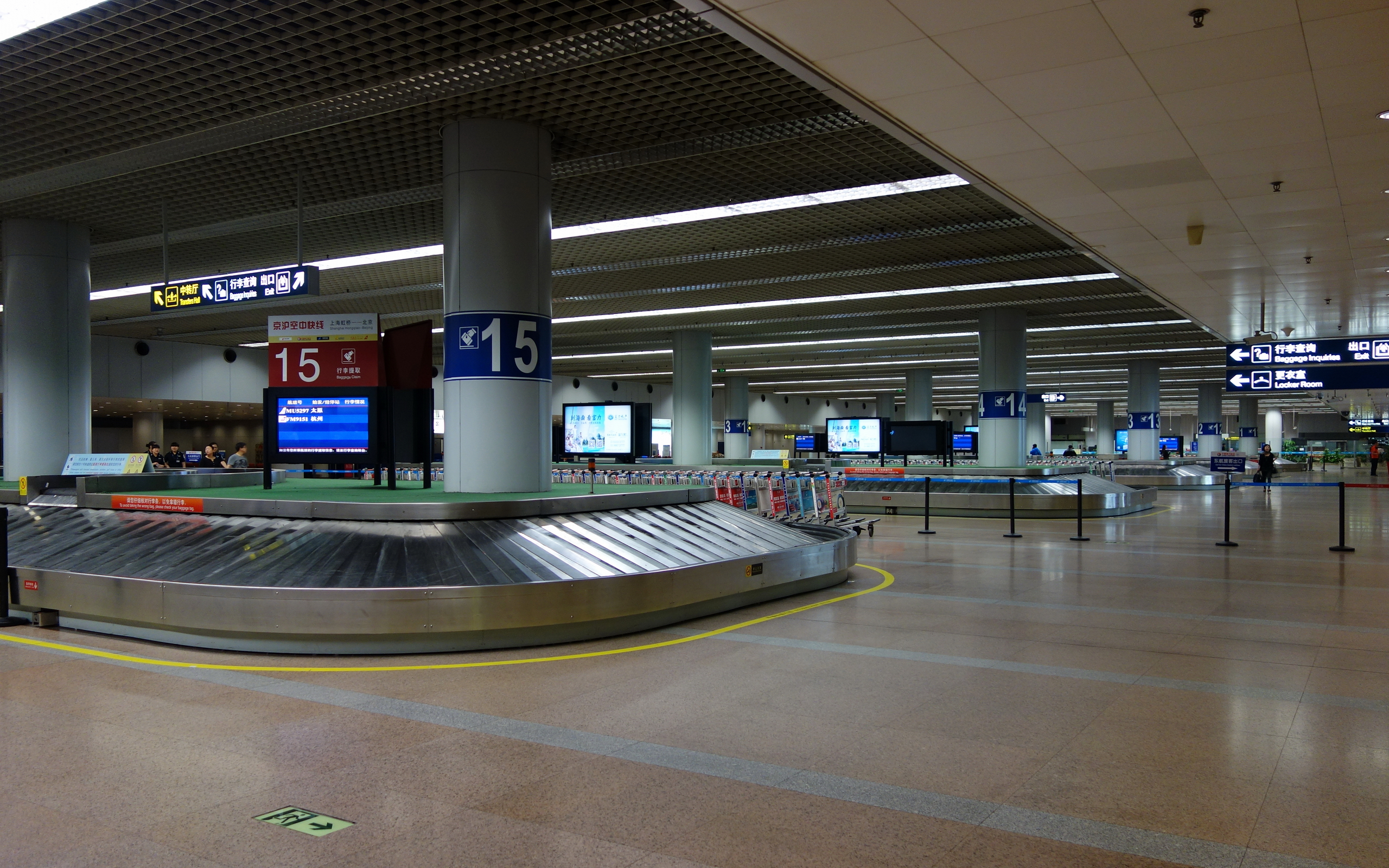
Cette zone de récupération de bagages dnas l'aéroport international de Pékin-Capitale est un exemple de non-lieu.

Un non-lieu est un espace de passage interchangeable où l'être humain reste anonyme, et qui n'a pas suffisamment de sens pour être considéré comme un lieu dans sa définition anthropologique. Il s'agit par exemple des centres commerciaux, des aires d'autoroute, ou encore des camps de réfugiés. L'homme ne vit pas et ne s'approprie pas ces espaces, avec lesquels il a plutôt une relation de consommation. Le terme est un néologisme introduit par Marc Augé dans son œuvre Non-lieux, introduction à une anthropologie de la surmodernité (Le Seuil, 1992). Il ressemble fortement à des concepts antérieurs introduits par Edward Relph dans Place and Placelessness et Melvin Webber.

## Le non-lieu selon Marc Augé
Marc Augé définit la fin du XXe siècle comme une ère de « surmodernité », initiée par trois figures de l'excès : la surabondance de faits, la surabondance d'espaces et l'individualisation des références. Cette époque trouve son expression naturelle dans les non-lieux. Un lieu peut être considéré comme un « espace » s’il peut être défini en termes relationnels, historiques et en lien avec l'identité, c’est-à-dire s’il a un sens pour un individu ou un groupe. Tous les autres sont des « non-lieux ». Parmi ceux-ci, il y a des espaces impersonnels comme l’aéroport, l’autoroute, le supermarché, la boîte de nuit, dans lesquels les gens s’observent avec indifférence, vaquent à leurs occupations, ne font que passer. Les non-lieux sont étroitement liés à la vie quotidienne, à la routine, à ce qui se passe jour après jour et qui devient la réalité la plus permanente des êtres humains. Les non-lieux leur offrent donc quelques-uns des décors les plus anonymes de la vie quotidienne. La personne entrant dans un non-lieu se libère de son identité ; elle n'est plus que ce qu'elle fait ou vit en tant que client. Le paysage est vidé de références et l'expérience est totalement nouvelle.

## Critiques
En 2012, un chercheur italien de l'université de Bergame, Marco Lazzari, a développé une enquête sur un grand échantillon d'adolescents qui montre que le centre commercial est un lieu où les adolescents ne se rencontrent pas par hasard, ni dans le seul but d'acheter quelque chose, mais aussi pour socialiser, rencontrer des amis et avoir du plaisir. Il en déduit que, alors que les centres commerciaux sont (au moins en Italie) encore considérés péjorativement par les adultes comme des non-lieux, ils semblent être liés à l'identité de la génération des natifs numériques.